# آرثر بارنت
آرثر بارنت (بالإنجليزية: Arthur Barnett)‏ هو شخصية أعمال نيوزيلندي، ولد في 29 يناير 1873 في دنيدن في نيوزيلندا، وتوفي في 10 فبراير 1959.